# 粵通船務
粵通船務（英語：Yuet Tung Shipping），全稱粵通船務有限公司，是一間广东省港航集团有限公司全資駐澳企業。1962年，在澳門註冊成立。除主要營運及代理廣東省內、珠江三角洲內河口岸，以及部份沿海口岸，往返澳門的水路客運航線業務外，其業務包括海上貨運、房地產管理和進行澳珠河道管理等。

## 本地客運服務

### 澳門海上遊

###### 歷史
2018年9月25日下午2時，正式投入服務。首日吸引超過30人乘坐。
2019年10月11日，粵通船務有限公司董事總經理葉亮表示，粵通船務營運兩條海上遊航線，經濟效益暫時未達到預期。煙花比賽匯演期間客量爆滿，例假日有近五成客流量。平日則只有兩成，客量不平衡。估計因旅客對海上遊的興趣需時培育，但仍看好澳門海上遊的前景。當媽閣臨時公共碼頭落成，將有助推進澳門海上遊發展。
2020年6月22日起，路環航線成為心出發·遊澳門MA-D線社區遊路線，每天出發。後期再在早上，加開氹仔航線。
2020年6月26日起，氹仔航線成為心出發·遊澳門MB-A線休閑遊路線，逢周五、六及日出發。後再擴展至周一及二，甚至每天出發，並提供半自助餐服務。

###### 路線
每天設有兩條海上遊航線，分別為氹仔線及路環線。票價：澳門幣150元。
- 氹仔航線：從內港客運碼頭出發，經內港航道、媽閣廟、澳門旅遊塔、澳門科學館、友誼大橋及遠眺港珠澳大橋。
- 路環航線：從內港客運碼頭出發，經內港航道、媽閣廟、荔枝碗船廠片區、蓮花大橋及路環碼頭。[4]

### 航班
內港客運碼頭→路環碼頭：10:30、14:30 
路環碼頭→內港客運碼頭：11:30、15:30
觀光線路（內港客運碼頭開）：14:05、16:05、19:05

### 內港客運碼頭

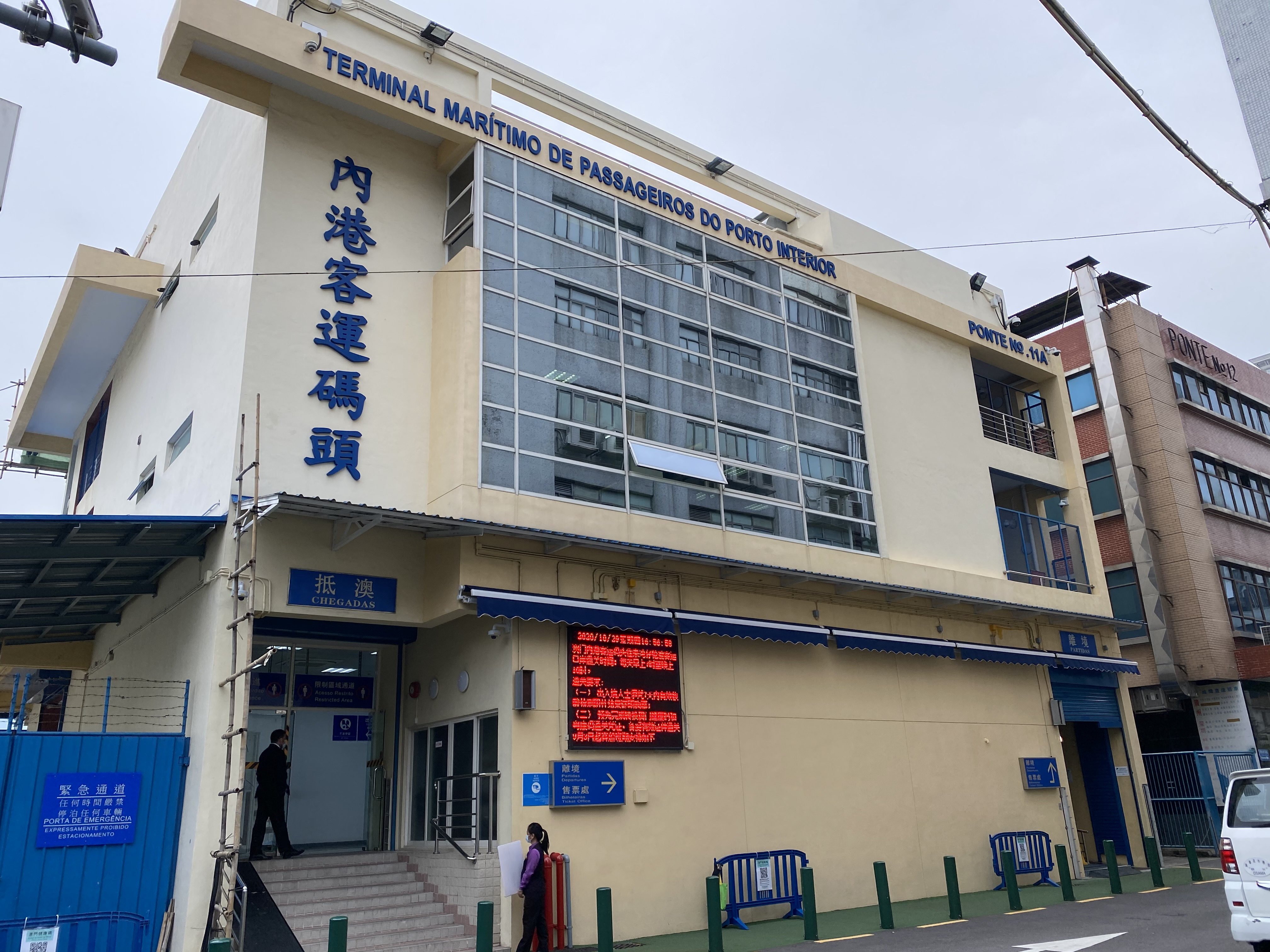
澳門內港及遊艇碼頭出入境事務站

## 跨境客運服務

### 氹仔客運碼頭
鑑於進出內港客運碼頭的客船，需要與大量航行於內港的漁船、貨船及舢舨等各類船隻，共同使用內港航道。為減低高速客船進出內港時，對其他船隻及靠泊碼頭和錨泊區之船隻，造成影響。特區政府決定，由2009年9月24日起，將內港客運碼頭至深圳蛇口的客運航線，遷到氹仔臨時客運碼頭。2010年1月29日起，往來澳門至江門航線，也遷到氹仔臨時客運碼頭停泊。
2017年6月1日，氹仔客運碼頭(永久碼頭)正式啟用。往返深圳和江門航線，遷往該碼頭上落。
2020年2月20日起，受COVID-19疫情影響，澳門氹仔往返深圳蛇口、深圳福永和東莞虎門海上客運航線停航。
2020年9月10日起，恢復澳門氹仔往返深圳蛇口航線。
2021年3月1日起，澳門氹仔往返珠海九洲港航線正式營運。 首班九洲港往氹仔的客船航班於當天早上10時30分開出，而氹仔往九洲港的客船航班於當天早上11時10分開出。
2021年4月26日起，澳門氹仔往返東莞虎門航線恢復營運。
2021年6月7日起，受中國大陸廣東省疫情防控安排影響，虎門港澳客運碼頭至澳門氹仔客運碼頭的海上客運航線，暫停營運。
2021年8月5日起，往返澳門內港至廣東省海上客運航線暫停服務，直至9月3日恢復，每日對開二至四班。
2021年9月25日至10月21日，因澳門出現兩宗流入社區確診個案，往返澳門至深圳航線，再次暫停服務。 
2022年1月9日至1月25日，受深圳本土疫情影響，往返澳門至深圳蛇口海上客運航線停航。
2022年1月26日，澳門往返深圳蛇口海上客運航線復航。
2022年2月25日至4月6日，受深圳市新一輪本土疫情影響，往返澳門氹仔至深圳蛇口海上客運航線於當天下午1時及2時起停航。 直至同年4月7日恢復。
2022年6月19日中午12時起，因應澳門6‧18疫情大爆發，外港及氹仔客運碼頭往返深圳蛇口的海上客運服務全面暫停。直至同年8月8日復運。
2023年8月12日至9月12日，因應深圳的疫情防控需要，由澳門外港及氹仔客運碼頭往返深圳蛇口的海上客運服務停航。
2023年1月10日，氹仔客運碼頭往返深圳福永機場航線復航。
2023年7月15日，澳門氹仔至珠海市桂山島航線開辦，全程為40分鐘，為澳門首條直達珠海海島航線。
2025年1月15日，澳門氹仔至中山客運口岸航線開辦。
2025年3月21日，澳門氹仔至珠海市桂山島航線因客量不足宣佈停航。

##### 澳門氹仔至深圳航線
- 澳門氹仔↔深圳蛇口

深圳航線由深圳市航運集團轄下鵬星船務營運。
|                         |
| 船期表                  |
| 澳門氹仔 → 深圳蛇口     |
| 11:00 13:00 16:00 17:45 |
| 深圳蛇口 → 澳門氹仔     |
| 09:15 11:30 14:30 16:00 |

- 票價

| 深圳蛇口 → 澳門氹仔 |            |            |            |
| 成人普通舱          | 成人头等舱 | 小童普通舱 | 小童头等舱 |
| ￥210.00            | ￥380.00   | ￥100.00   | ￥190.00   |
| MOP$240             | MOP$380    | MOP$240    | MOP$380    |
| 澳門氹仔 → 深圳蛇口 |            |            |            |
| 成人普通舱          | 成人头等舱 | 小童普通舱 | 小童头等舱 |
| ￥210.00            | ￥380.00   | ￥100.00   | ￥190.00   |
| MOP$240             | MOP$380    | MOP$240    | MOP$380    |

- 澳門氹仔↔深圳福永(深圳機場)

深圳航線由深圳市航運集團轄下鵬星船務、招商迅隆船務聯營。

#### 澳門氹仔至中山客運口岸航線
- 澳門氹仔↔ 中山客運口岸 
 航線由中港客運聯營有限公司營運。

|                  |
| 船期表           |
| 澳門氹仔出發     |
| 10:30 18:30      |
| 中山客運口岸出發 |
| 09:15 17:00      |

- 票價

| 澳門氹仔↔ 中山客運口岸                                |            |         |
| 成人普通舱                                            | 成人头等舱 | 貴賓房  |
| MOP$130                                               | MOP$200    | MOP$270 |
| 1歲以下為嬰兒免費票，1-6歲為小童票，6歲以上為成人票。 |            |         |

##### 暫停營運
- 澳門氹仔↔珠海九洲港 
 航線由珠海高速客輪營運。

|                       |                       |
| 船期表                |                       |
| 珠海九洲港 → 澳門氹仔 | 澳門氹仔 → 珠海九洲港 |
| 08:30                 | 09:10                 |

- 票價

| 珠海九洲港 → 澳門氹仔 |              |                 |
| 头等（成人）          | 头等（兒童） | 普通            |
| ￥88                  | ￥63         | ￥38 (原價￥80) |
| $108                  |              | $48             |
| 澳門氹仔 → 珠海九洲港 |              |                 |
| 头等（成人）          | 头等（兒童） | 普通            |
| ￥88                  | ￥63         | ￥38 (原價￥80) |
| $108                  |              | $48             |

- 澳門氹仔↔東莞虎門

東莞航線由東莞獅子洋飛航營運。
|                     |                     |
| 船期表              |                     |
| 東莞虎門 → 澳門氹仔 | 澳門氹仔 → 東莞虎門 |
| 10:00               | 15:00               |

- 票價

2021年5月1日至7月31日澳門航線實施復航優惠票價，劃線為原價
| 澳门氹仔→東莞虎門 |                |                |                |                        |                |                |
| 尊豪舱（成人）    | 尊豪舱（兒童） | 豪华舱（成人） | 豪华舱（兒童） | 经济舱（優惠成人來回） | 经济舱（成人） | 经济舱（兒童） |
| $ 450             | $ 300          | $ 210 $ 350    | $ 132 $ 220    | ￥199                  | $ 138 $ 230    | $ 66 $ 110     |
| 東莞虎門→澳门氹仔 |                |                |                |                        |                |                |
| 尊豪舱（成人）    | 尊豪舱（兒童） | 豪华舱（成人） | 豪华舱（兒童） | 经济舱（優惠成人來回） | 经济舱（成人） | 经济舱（兒童） |
| ￥390             | ￥280          | ￥186 ￥310    | ￥120 ￥200    | ￥ 199                 | ￥126 ￥210    | ￥ 60 ￥100    |

##### 已停辦的航線
- 澳門氹仔↔江門港(港澳客輪碼頭)

江門航線由江门市港澳客运联营有限公司營運。於2010年1月29日起開航，2017年6月1日遷往永久碼頭營運，停航時間不詳。
- 澳門氹仔↔ 珠海桂山島 
 航線由珠海高速客輪營運。

|                                     |
| 船期表                              |
| 澳門氹仔出發                        |
| 10:10 17:00                         |
| 珠海桂山島出發                      |
| 12:30 16:00                         |
| 備註                                |
| 僅限星期六、日營運，單日運營4個班次 |

- 票價

| 澳門氹仔↔ 珠海桂山島                                  |            |            |            |
| 成人普通舱                                            | 成人头等舱 | 小童普通舱 | 小童头等舱 |
| ￥158                                                 | ￥188      | ￥79       | ￥108      |
| 1歲以下為嬰兒免費票，1-6歲為小童票，6歲以上為成人票。 |            |            |            |

##### 計劃或擱置開辦的航線
- 澳門氹仔↔珠海灣仔
- 澳門內港↔橫琴金融島

## 船隊

### 澳門海上遊
「藍鯨1」遊船設有兩層豪華船艙，共388個客位，提供可容納30人的舞台及卡拉OK音響設備，遊船還供應自助餐，而頂層露天觀光甲板的視野開闊。

「粵通3」為小型觀光船，可提供25個客位，以包船為主。

### 澳門內港↔珠海灣仔
珠澳6號、珠澳8號。

## 外部連結
粵通船務官方網站